# Bataillon Cheikh Mansour
Le Bataillon international de maintien de la paix Cheikh Mansour (ukrainien : Міжнародний миротворчий батальйон імені Шейха Мансура, Mijnarodnyï myrotvortchyï batal'ïon imeni Cheïkha Mansoura), ou simplement bataillon Cheikh Mansour, est un bataillon de volontaires tchétchènes qui combat la Russie et les séparatistes soutenus par la Russie dans la guerre russo-ukrainienne. Il porte le nom de Cheikh Mansour, un commandant militaire tchétchène et un dirigeant islamique qui a combattu l'expansion impérialiste russe dans le Caucase à la fin du XVIIIe siècle. Le bataillon est composé principalement de volontaires tchétchènes, dont beaucoup sont des vétérans des première et seconde guerres de Tchétchénie.

## Historique

### Création
Le bataillon a été fondé en 2014, au Danemark. Il a été créé par la Free Caucasus Organization, qui a été créée en 2006 au Danemark par des émigrants politiques de pays/régions du Caucase et d'Europe. En octobre 2014, le Free Caucasus GPA Presidium a annoncé la création d'un bataillon nommé d'après Sheikh Mansur qui participera à la guerre dans l'est de l'Ukraine, commandé par Muslim Cheberloyevsky (un vétéran des deux guerres tchétchéno-russes). Le bataillon a été formé lors de la scission d'une faction du bataillon Dudayev, en raison du fait que les dirigeants ont décidé de la nécessité d'agir sur deux fronts importants qui étaient à l'époque Kramatorsk et Mariupol. C'était le deuxième bataillon tchétchène, après le bataillon Dzhokhar Dudayev précédemment formé, qui a fait ses preuves et a reçu l'approbation et le soutien des autorités ukrainiennes.
Pendant un certain temps, le bataillon a opéré sous le commandement du Corps des volontaires ukrainiens, un bataillon de volontaires indépendant du parti d'extrême droite Secteur droit.

### Participation à la guerre russo-ukrainienne
Le bataillon a participé à la guerre du Donbass. Dans l'impasse de Chyrokyne, le bataillon Cheikh Mansour et d'autres forces ukrainiennes se sont battus contre des séparatistes soutenus par la Russie lors de la Bataille de Chyrokyne, à l'est de Marioupol en 2015. Le bataillon a été dissous en septembre 2019 ; comme l'une des dernières unités composées uniquement de soldats volontaires. Cependant, le bataillon serait de nouveau actif lors de l'invasion russe de l'Ukraine en 2022, le bataillon Cheikh Mansour ainsi que le Bataillon Djokhar Doudaïev avaient tenu la défense près de Kyïv et participé à des opérations partisanes pendant la bataille de Kiev,,. Ils avaient déjà combattu dans la bataille de Marioupol, mais sont partis pour Kiev car ils estimaient qu'il était plus important de défendre la capitale.

## Commandants

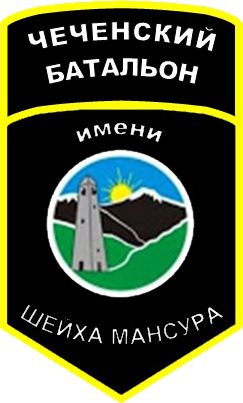
Ancien insigne du bataillon.

- Commandant de bataillon - Mouslim Tcheberloïevski
- Chef d'état-major du bataillon - Muslim Idrisov